# Upheaval Dome
Koordinaten: 38° 26′ 13″ N, 109° 55′ 45″ W

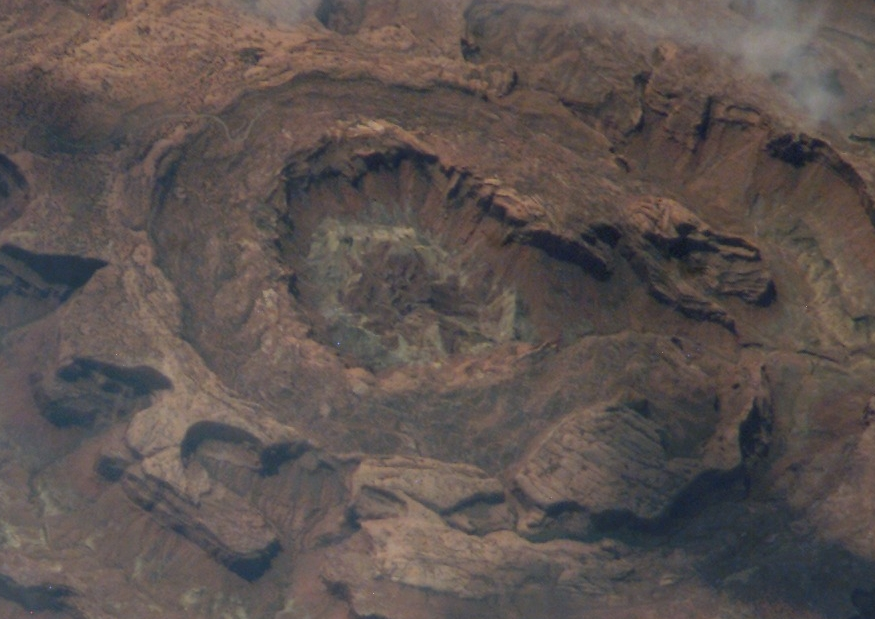
Blick aus der ISS (Mai 2007) auf den Upheaval Dome

Der Upheaval Dome (dt. „Hebungskuppe“) ist eine kraterartige geologische Struktur im Canyonlands-Nationalpark in der Nähe von Moab im US-amerikanischen Bundesstaat Utah.
Die zentrale Kratervertiefung misst ungefähr 1,4 Kilometer im Durchmesser, sie ist über 400 Meter tief. Das Maximalalter des Kraters wird auf 170 Millionen Jahre (Jura) geschätzt. An der Oberfläche ist er anhand seiner hellbraunen und schwarzgefärbten konzentrischen Ringe eindeutig zu erkennen.

## Stratigraphische Abfolge
Die älteste im Zentrum des Upheaval Dome anstehende Gesteinseinheit ist das White-Rim-Sandstone-Member der permischen Cutler-Formation. Diese Einheit wird im Nationalpark normalerweise von einer sedimentären Auflast von mehr als 1600 Meter bedeckt. Es folgt mit einer Diskordanz die triassische Moenkopi-Formation, die ihrerseits diskordant von der Chinle-Formation überlagert wird. Die Umrahmung wird aus dem steilwandbildenden Wingate Sandstone, der Kayenta-Formation und dem schräggeschichteten Navajo-Sandstein aufgebaut.

## Struktureller Aufbau
Strukturell betrachtet ist der Upheaval Dome ein sehr ungewöhnliches Phänomen. Im übrigen Canyonlands-Nationalpark liegen die Gesteinsschichten meist horizontal oder fallen nur schwach ein. Beim Upheaval Dome jedoch bilden sie eine domartige Aufbeulung (engl. „Central Uplift“), im Zentrum stehen manche Schichten oft sogar fast senkrecht. Selbst im U-förmigen Plateauring wurden in der Kayenta-Formation immer noch Einfallswinkel von 70 Grad gemessen. Eine ringförmige Synklinale von 3,5 Kilometer Durchmesser umgürtet das Zentrum. Es kann vornehmlich im Navajo-Sandstein beobachtet werden. Etwas weiter nördlich konnte überdies eine konzentrisch verlaufende Monoklinale mit rund 5 Kilometer Durchmesser kartiert werden.
Auffallend an der Struktur ist ihre Abweichung von einer kreisförmigen Gestalt, sie ist vielmehr leicht in nördliche bis nordnordöstliche Richtung gestreckt. Auch die Strukturen im Zentralberg (Faltenachsen/radiale Antiklinale, Verwerfungen/Überschiebungen) weichen ebenfalls von einer zu erwartenden idealen Radialsymmetrie ab, sie zeigen vielmehr Bilateralsymmetrie in SE-NW-Richtung. Es überwiegen ferner flache, gegen Nordwesten einfallende Aufschiebungen (vorwiegend im Zentralberg, aber auch am Kraterrand zu beobachten). Dies deutet auf einen generellen Materialtransport nach Südost – möglicherweise durch einen Meteoritenimpakt aus nordwestlicher Richtung zu erklären.

## Erklärungsversuche
Für die Erklärung der Aufwölbung gibt es zwei gängige, gemeinhin bekannte Theorien:
- Salzstock. Durch die Auflast des Hangenden wurde das aus der Paradox-Formation stammende Salz plastisch verformt und bahnte sich als Diapir seinen Weg zur Oberfläche. Beim Upheaval Dome wird angenommen, dass der ehemalige Diapir mitsamt seiner Überdeckung bereits vollständig abgetragen wurde und die gegenwärtige Oberfläche nur den abgerissenen Stiel des Diapirs darstellt.[2] Sollte sich dies bewahrheiten, dann wäre der Upheaval Dome die am tiefsten erodierte Salzstruktur der Erde.
- Erodierter Meteoritenkrater. Ähnlich wie beim Barringer-Krater bei Winslow in Arizona wird der Einschlag eines Meteoriten für die Struktur verantwortlich gemacht, beim Upheaval Dome soll jedoch ein wesentlich tieferes Stockwerk vorliegen.

Es existiert außerdem die Theorie einer kryptovulkanischen Explosion.
In den neunziger Jahren untersuchten Geologen und Seismologen der NASA und der University of Nevada
in Reno den Upheaval Dome sehr ausführlich, er wurde dabei kartiert und refraktionsseismisch vermessen. Die Ergebnisse dieser Studie sprachen für die Meteoritentheorie. Eine reflexionsseismische Studie aus dem Jahr 1999 konnte zwar die Salzschicht der Paradox-Formation bei einer Tiefe von 1160 Meter im Untergrund bestätigen, sie liegt aber flach und zeigt nur geringes Relief. Zentrumwärts orientierte listrische Verwerfungen lassen außerdem auf eine Stoßwelle von oben schließen.
Im Jahr 2008 wurde die Entdeckung von Schockquarz bekanntgegeben, ein Hinweis auf den Impakt eines Meteoriten. Dieser Fund beschränkt sich bisher jedoch nur auf einen einzigen Fundort mit nur wenigen Körnern Schockquarz. Weitere Indizien, die auf einen Meteoriteneinschlag schließen lassen, sind Strahlenkegel, synsedimentäre Deformationsstrukturen wie beispielsweise kompaktionelle Deformationsbänder, Ganginjektionen, engmaschige Verwerfungsnetze im Zentimeterbereich, interne Brekziierung, kataklastisches Fließen und Gesteinsverflüssigung.
Selbst wenn mittlerweile fast alles für einen Meteoriteneinschlag spricht, so dürfte die Debatte um den Ursprung des Upheaval Dome dennoch noch nicht ganz abgeschlossen sein.

## Photogalerie

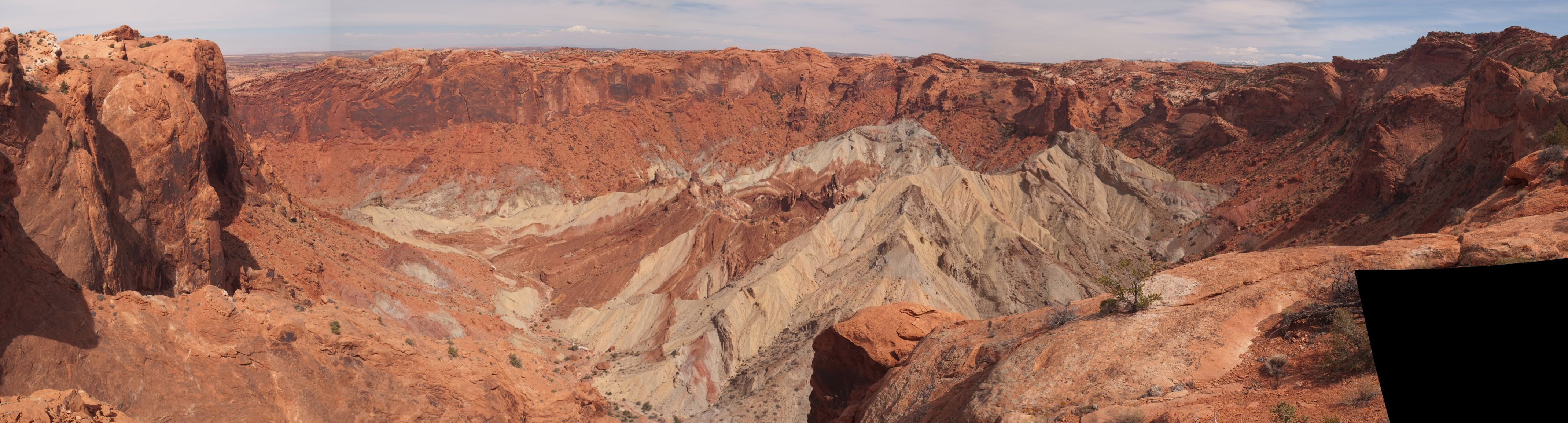
Panoramaaufnahme des Upheaval Dome. Photographiert vom zweiten Aussichtspunkt des Höhenrundwegs

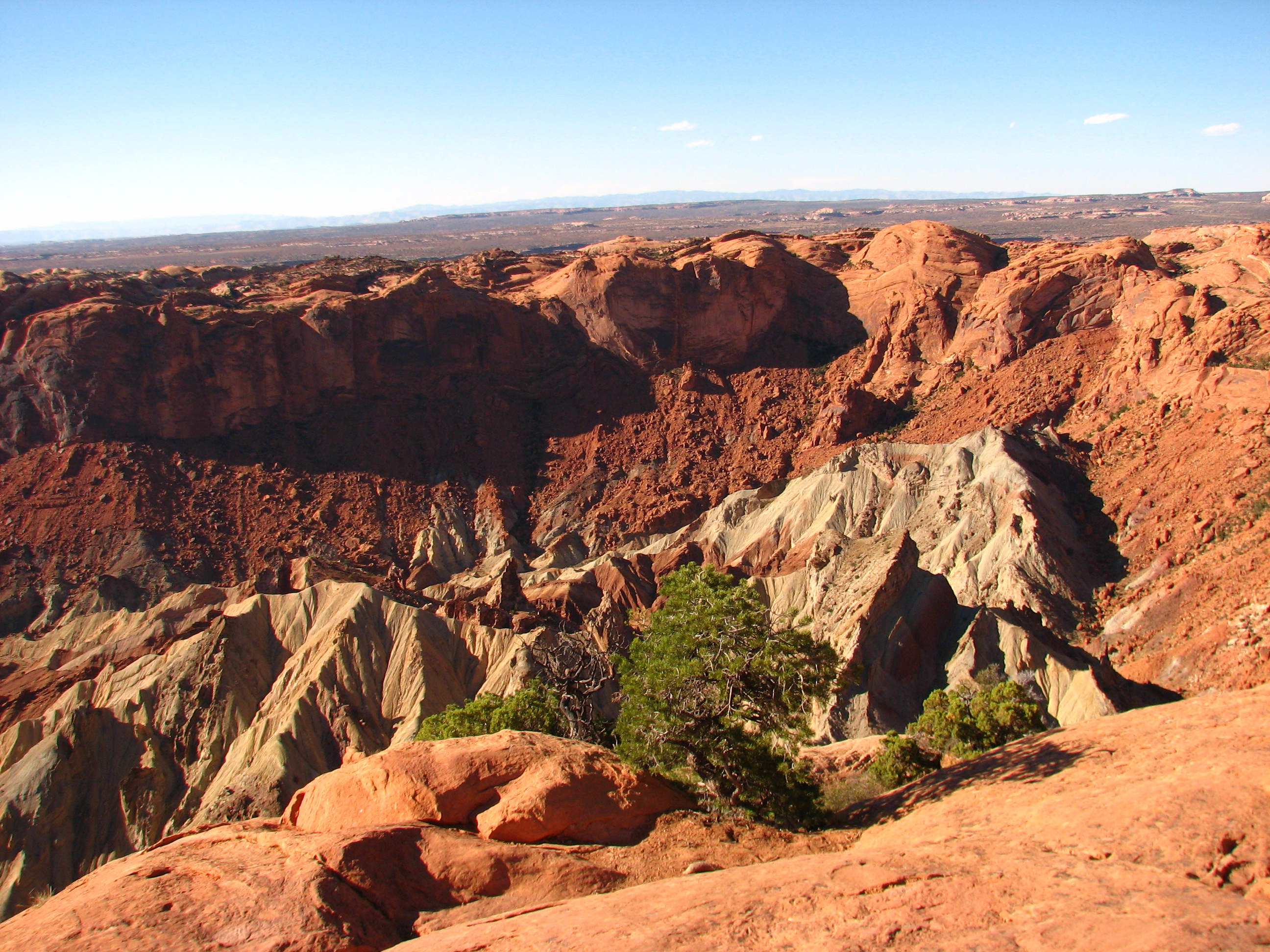
Upheaval Dome vom Kraterrand
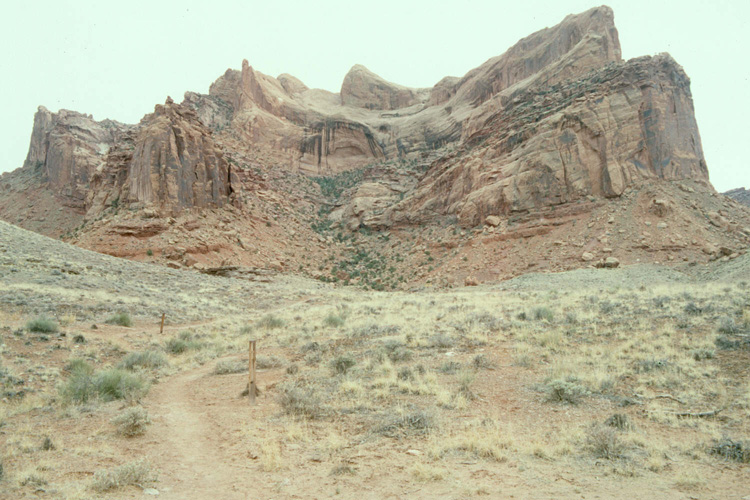
Synklinale im Navajo-Sandstein, Nordwestseite.
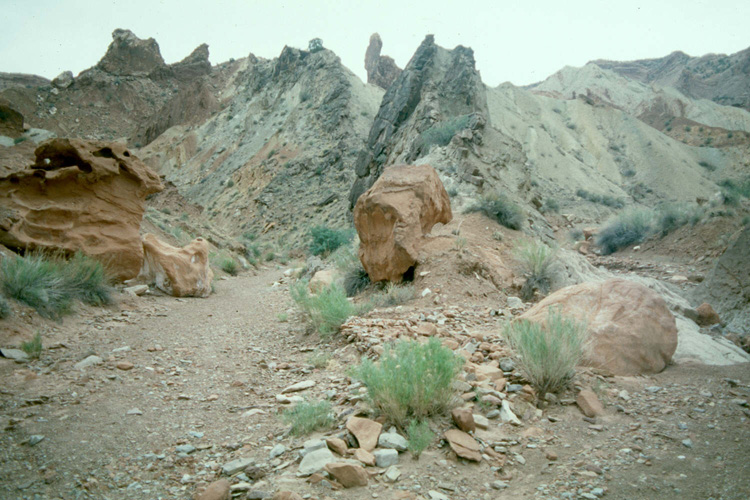
Steilstehende Schichten im Kraterzentrum
Panoramafoto aus drei Einzelaufnahmen